# Sierra Nevada del Cocuy

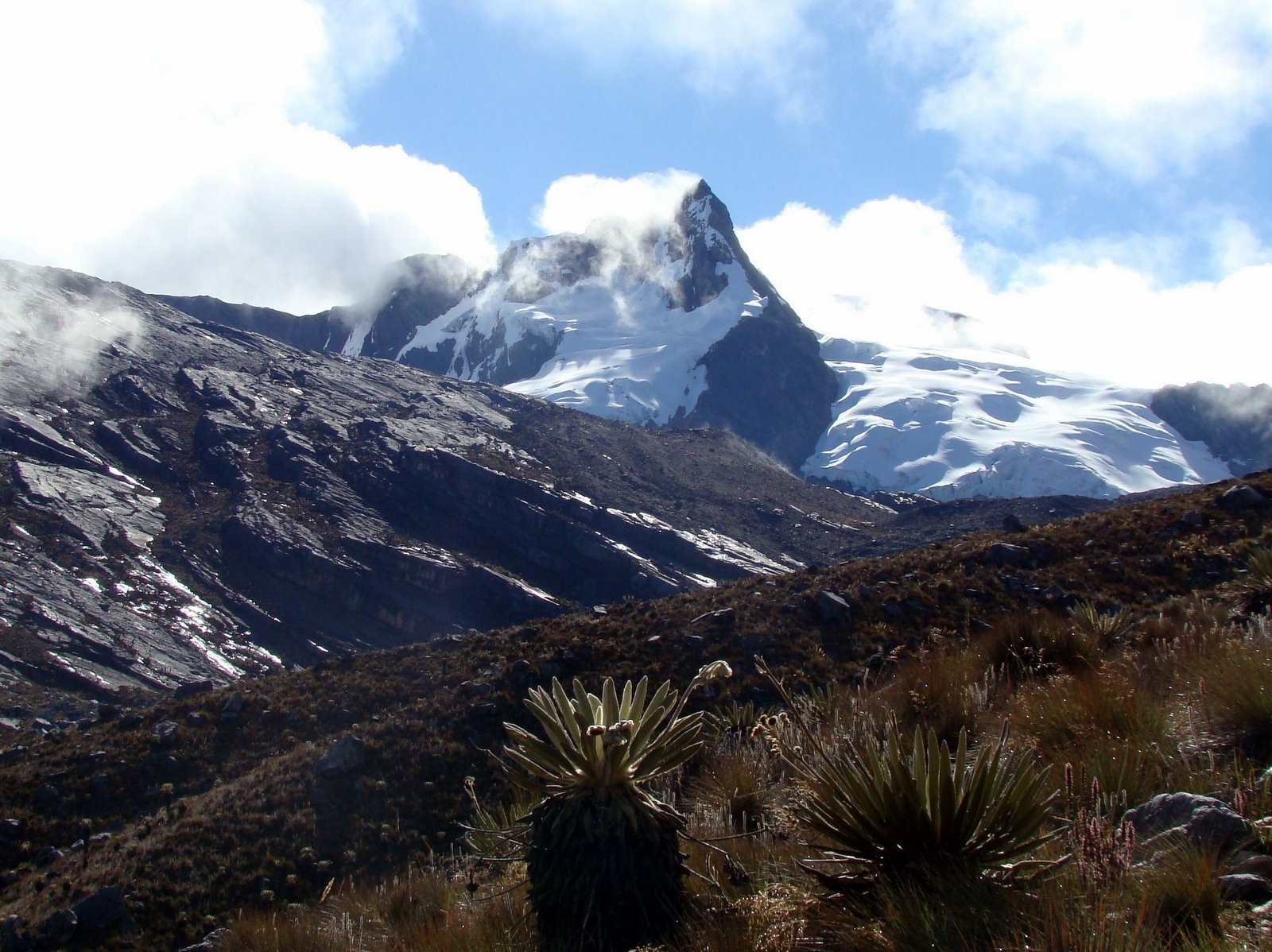
Pico Aguja oder die „Nadelspitze“ (5.000 m), von Norden aus gesehen.

Die Sierra Nevada del Cocuy gehört zu den wichtigsten Gebirgen Kolumbiens und ist die höchste Erhebung der Andenkordillere Cordillera Oriental. Sie besteht aus zwei parallelen Gebirgszügen, die sich in Nord-Süd-Richtung über eine Entfernung von 30 km erstrecken. Die westliche Seite der Sierra erhebt sich aus dem andinen Bergland, ihre östliche Seite steigt aus dem heißen Tiefland von 700 Metern über alle Klimazonen auf 5330 m an.
Die Sierra Nevada del Cocuy besitzt das größte zusammenhängende Gletschergebiet Kolumbiens. Alle Gletscher sind durch den Klimawandel einem großen Schwund ausgesetzt. Im Jahr 2016 betrug die vergletscherte Fläche noch 15,5 km², gegenüber fast 150 km² im Jahr 1850.

## Lage und Zugang
Die Sierra liegt im Nordosten des Landes, in den Departamentos von Boyacá und Arauca, in den Gemeinden El Cocuy, Güicán und Chita, 280 km Luftlinie nordöstlich der Hauptstadt Bogotá. Die Sierra ist als Nationalpark (Parque Nacional Sierra Nevada del Cocuy) geschützt.
Eine Erlaubnis zum Wandern wird von der Nationalparkverwaltung in Bogotá oder in einem der Außenbüros in El Cocuy oder Güicán ausgestellt. El Cocuy und Güicán sind auf Landstraßen von der Hauptstadt in ca. 10 Stunden Fahrt zu erreichen. Seit der Wiedereröffnung im Jahr 2017 gibt es nur noch drei Wanderwege, das Campieren im Park ist nicht mehr erlaubt und zusätzlich ist ein Bergführer obligatorisch.

## Gipfel und Seen
Die Sierra hat eine Vielzahl von Berggipfeln und Bergseen mit außerordentlicher Schönheit. Ein gutes Dutzend der Gipfel sind Fünftausender. Die wichtigsten sind:
Im nördlichen Teil der Sierra:
- Ritacuba Blanco (5330 m) und Ritacuba Negro (5290 m)
- Ritacuba Norte (5100 m) und Pico Guican (4950 m)
- Pico Aguja und Pico Sin Nombre (5000 m)

Bergseen: Laguna Grande de los Verdes, Laguna Avellanal.
Im zentralen und östlichen Teil der Sierra:
- San Pablines Sur (5180 m) und San Pablines Norte (5200 m)
- Picacho (Höhe|5110 m) und Puntiagudo (5090 m)
- El Castillo (5140 m)

Bergseen: Lagunas La Pintada und La Plazuela
Im südlichen Teil der Sierra:
- Pan de Azúcar (5250 m)
- Cóncavo (5200 m) und Concavito (5100 m)
- Púlpito del Diablo (4949 m)
- Cerros de la Plaza (4920 m)
- Campanillas Blanco y Negro (4900 m)
- Toti (4800 m)
- Portales (4800 m)

Bergseen: Laguna Grande de la Sierra, Laguna Grande de la Plaza.

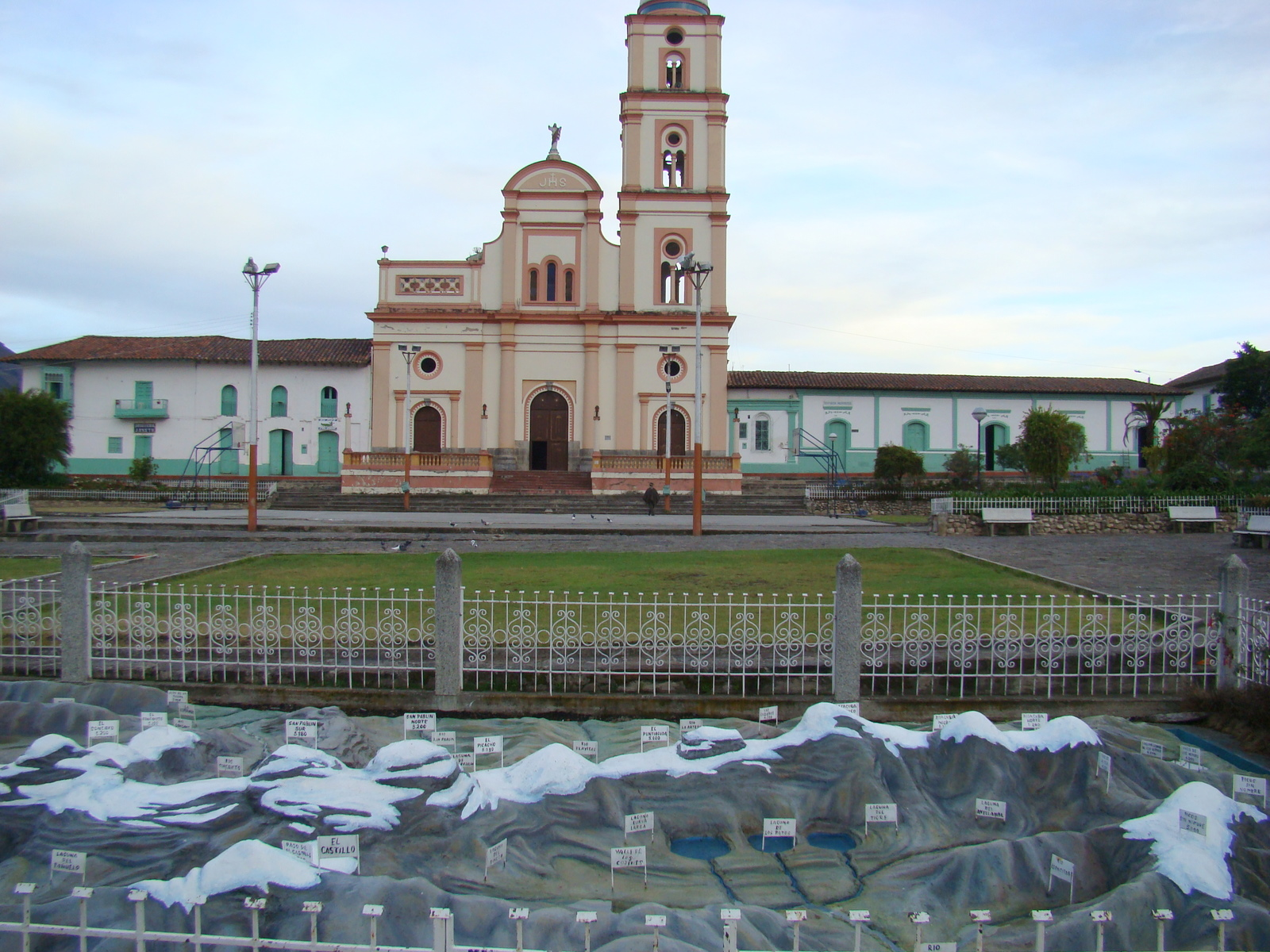
Im Park der Gemeinde Cocuy befindet sich dieses Relief der Sierra.
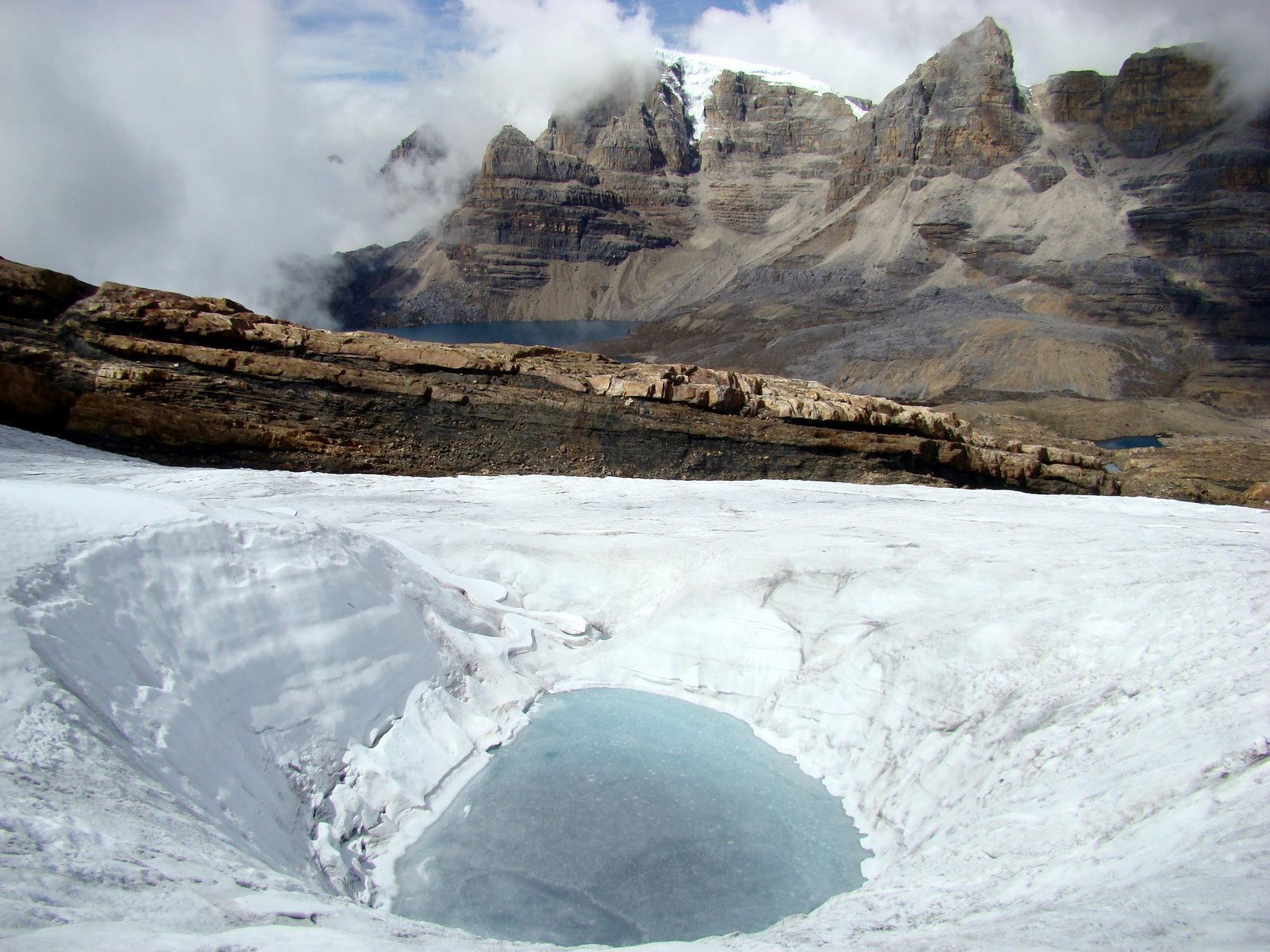
Blick vom Gletscher der Cerros de la Plaza zum Pan de Azúcar. Unten die Laguna Grande de la Plaza.
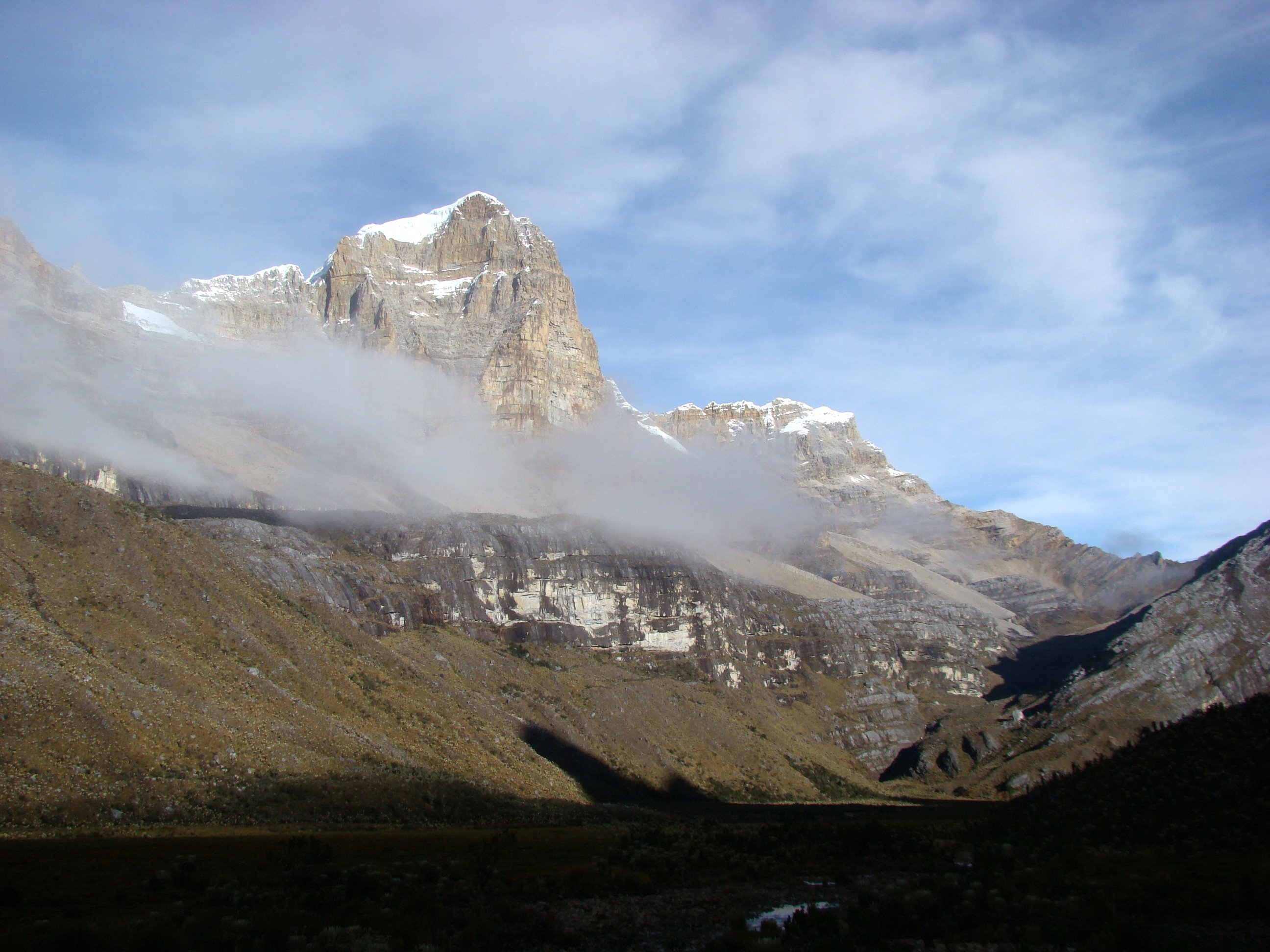
Ritacuba Blanco, vom Südosten aus dem Valle de Cojines (Tal der Kissen) gesehen.